# Carlos Amil
Carlos Amil Serantes (La Corunya, 10 de maig de 1959) és un cineasta gallec.

## Trajectòria
Va començar la seva carrera a l'equip de cinema Imaxe, a finals dels anys 70. És un dels fundadors de l'empresa de vídeo Trama, pedrera fonamental de l'audiovisual gallec a través de la qual, entre d'altres, Xavier Villaverde, Miguel Castelo, Pancho Casal, Mateo Meléndrez, Guillermo Represa, Jesús Vecino, Jorge Algora o Suso Montero. D'aquesta època, cal destacar la seva col·laboració com a càmera a les obres Veneno Puro i Viuda Gómez, de Villaverde, o Salvamento e socorrismo, d'Antón Reixa.
Contractat per VideoVoz Tv, va ser un dels primers professionals que va treballar a TVG com a director, director i muntador en programes com O monacato en Galicia, o Lendas. També va compartir tasques d'escriptura en alguns d'aquests programes.
Durant molts anys va desenvolupar una important tasca pedagògica com a mestre de muntatge i producció de cinema i televisió a l'Escola d'Imatge i So de La Corunya, formant un equip amb noms clau en el Indústria audiovisual gallega com ara Manolo González, Daniel Domínguez, Ignacio Pardo, Pepe Coira o Carlos Oro.
Va dirigir la pel·lícula Blanca Madison l'any 2000 amb la que va guanyar el premi al millor director als Premis Mestre Mateo de 2013. Va rodar la pel·lícula A casa da luz (2008), adaptació de la novel·la de el mateix títol de Xabier P. Docampo, del qual el mateix director n'és el guionista.

## Obra literària

### Narrativa
- Benaventurados os que aman, 2005, Biblos Clube de Lectores.